# Collection Terres de France
Terres de France est une collection de littérature française aux éditions Presses de la Cité. Elle a été créée en 1987 par Jeannine Balland . Cette collection publie des romans issus de la littérature de terroir française. Le logo de la collection est une image du territoire français suivi du nom de la collection sur fond uni. Depuis 2014, la ligne éditoriale de la collection est dirigée par Clarisse Enaudeau sous la direction de Sofia Bengana,. 

## Historique
Créée par Jeannine Balland en 1987, une éditrice française, cette collection est une « collection romanesque qui invite à découvrir la vie d’hier et d’aujourd’hui des régions de France. » Son objectif est de diffuser de la littérature de terroir française, c'est-à-dire des romans qui ont pour cadre général des territoires ruraux français. Dès lors, les romans publiés dans cette collection s’inscrivent dans une perspective régionaliste, mettant en avant les paysages de campagnes et leurs histoires. La ligne éditoriale se consacre majoritairement aux romans du terroir où se trouvent des auteurs comme Jean Anglade et Françoise Bourdon. Par ailleurs, la ligne éditoriale a évolué et la collection accueille des romans policiers sous paysages ruraux dans la lignée des romans de Country noir.
Avant l’automne 2006, la collection ne faisait pas de différence entre ses ouvrages à caractère policier et ses romans du terroir. Ainsi, une catégorie est créée : « Suspense ». Elle regroupe tous les ouvrages policiers. Par la suite, la collection développe d’autres formats de livres et propose depuis 2011 une collection semi-poche. Cette collection semi-poche donne accès aux romans éponymes publiés par le biais de rééditions. Cela permet de rendre de nouveau accessibles certains romans aux lecteurs.  
Par ailleurs, Collection Terres de France a été vivement critiquée du fait de son régionalisme, méprisé pendant longtemps par les critiques. Cependant, ce genre est apprécié par les lecteurs, et il a vu naître des chefs-d’œuvre. Effectivement, Terres de France a permis à de nombreux auteurs, dont Michel Bussi, d'avoir un rayonnement national voire international par la suite.

## Ligne éditoriale
La ligne éditoriale est centrée sur le terroir. En effet, le but de cette collection est d'inviter le lecteur à voyager dans les territoires ruraux de France. Chaque livre doit mettre en avant un terroir, ainsi chaque auteur représente une région de France. De plus, les livres publiés chez Terres de France doivent suivre des règles : « L'action [doit] se déroule[r] toujours entre la fin du XIXe siècle et 1950 […] ; La description de la région [doit être] très réaliste et l'auteur [doit] donne[r] un maximum de renseignements sur les traditions, les métiers et l'habillement. ». Ce désir de voyage se ressent aussi à travers les couvertures des romans où l'on peut retrouver tous les codes du paysage rural : clochers d'église, fermes, fermiers, chevaux etc.  
Néanmoins, dans les années 1990 la collection se diversifie et rompt avec ses règles. Des romans policiers prennent place à travers le paysage dominant du terroir. En effet, les œuvres de Paul Couturiau, Hervé Jaouen et Alain Gandy, des auteurs policiers, sont publiées chez Terres de France. Certaines sagas issues de cette collection sont célèbres comme celle d’Alain Gandy publié en 1997 qui met en scène les aventures de Joseph Combes, détective privé. Par ailleurs, l’ouvrage Un sombre été à Chaluzac a obtenu le prix littéraire de la gendarmerie. De plus, l’ouvrage de Pascal Martin publié en 2005 obtient le prix Charles-Exbrayat pour Le Trésor du Magounia. Les romans policiers gardent néanmoins un fond régionaliste au niveau des paysages où se déroulent la trame des romans.  
En 2015, la ligne éditoriale évolue. Clarisse Enaudeau, responsable de la collection, souhaite ouvrir la collection à la nouveauté. Elle mobilise les réseaux sociaux pour créer du lien avec les lecteurs et instaurer de nouveaux moyens de communication. Par ailleurs, elle guide la notion du terroir vers la modernité. Des intrigues se déroulant aux XXIe siècle prennent place dans la collection en abordant des thèmes comme l'écologie ou le télétravail en zone rurale.

## Lectorat
Le lectorat de Terres de France est pour la grande majorité féminin : 80 % des lecteurs sont des femmes. De plus, il est aussi majoritairement provincial. En effet, sur les ventes totales d'un ouvrage du terroir 20 % sont issues des ventes régionales. Enfin, le lectorat est particulièrement présent, Jean Anglade grand auteur de la collection pouvait avoir un tirage de 300 000 exemplaires. Le lectorat a grandi car en 1989 la collection publiait cinq livres par an contre quatre-vingt en 2005.

## Auteurs de la collection
| Auteur                          |
| ------------------------------- |
| Jean Anglade                    |
| Sylvie Anne                     |
| Jean-Jacques Antier             |
| Marie-Paul Armand               |
| Jean-Luc Aubarbier              |
| Sandra Banière                  |
| Jean-Luc Bannalec               |
| Victor Bastien                  |
| Jacques Béal                    |
| Henriette Bernier               |
| Yves Bocaj                      |
| Catherine Boissel               |
| Gilbert Bordes                  |
| Odile Bouhier                   |
| Philippe Bouin                  |
| Françoise Bourdon               |
| Frédérique-Sophie Braize        |
| Patrick Breuze                  |
| Nathalie De Broc                |
| Annie Bruel                     |
| Michel Bussi                    |
| Michel Caffier                  |
| Bertrand Carette                |
| Daniel Cario                    |
| Michèle Castelli                |
| Jean-Pierre Chabrol             |
| Claire Chazal[réf. souhaitée]   |
| Martine Alix Coppier            |
| Didier Cornaille                |
| Georges Coulonges               |
| Anne Courtillé                  |
| Paul Couturiau                  |
| Frederick D'Onaglia             |
| Martial Debriffe                |
| Annie Degroote                  |
| Martine Delomme[réf. souhaitée] |
| Raphaël Delpard                 |
| Marie-France Desmaray           |
| Sylvette Desmeuzes-Balland      |
| Alain Dubos                     |
| Hortense Dufour                 |
| Claude Duneton[réf. souhaitée]  |
| Marie-Bernadette Dupuy          |
| Catherine École-Boivin          |
| Béatrice Egemar                 |
| Elise Fischer                   |
| Emmanuelle Friedmann            |
| Laurence Fritsch                |
| Suzanne Gachenot                |
| Alain Gandy                     |
| Michel Gardère                  |
| Marie-Claude Gay                |
| Gérard Georges                  |
| Gérard Glatt                    |
| Patrick de Gmeline              |
| Aurélie Haderlé                 |
| Hubert Huertas                  |
| Yves Jacob                      |
| Hervé Jaouen                    |
| Marie Kuhlmann                  |
| Guillemette De La Borie         |
| Christian Laborie               |
| Gilles Laporte                  |
| Eric Le Nabour                  |
| Karine Lebert                   |
| Arnaud Lebossé                  |
| Catherine Lebossé               |
| Jean-Pierre Leclerc             |
| Hélène Legrais                  |
| Philippe Lemaire                |
| Jean-Paul Malaval               |
| Madeleine Mansiet-Berthaud      |
| Dominique Marny                 |
| Pascal Martin                   |
| Hubert De Maximy                |
| Jacques Mazeau                  |
| Anne Michel                     |
| Claude Michelet                 |
| Lyliane Mosca                   |
| Claude Mossé                    |
| Martine-Marie Mulle             |
| Charles Nemes                   |
| Pierre d’Ovidio                 |
| Patrice Pelissier               |
| Pierre Pelot                    |
| Pierre Petit                    |
| Michel Peyramaure               |
| Mireille Pluchard               |
| Stéphane Poirier                |
| Frédéric Pons                   |
| Emmanuel Prost                  |
| Michel Quint                    |
| Florence Roche                  |
| Jean Rohou                      |
| Dany Rousson                    |
| Antonin Sabot                   |
| _Violaine Vanoyeke              |
| Geneviève Senger                |
| Jean Siccardi                   |
| Bernard Simonay                 |
| Jean-Guy Soumy                  |
| Alexandre Suval                 |
| Anne Sylvie                     |
| Jean-Michel Thibaux             |
| Jean-Max Tixier                 |
| Brigitte Varel                  |
| Yves Viollier                   |
| Louis-Olivier Vitté             |
| Colette Vlérick                 |
| Frédérique Volot                |